# Heidi Range
Heidi India Range née le 23 mai 1983 à Liverpool, en Angleterre est un mannequin et une chanteuse anglaise. Elle a été membre du groupe Sugababes de 2001 à 2011.

## Biographie
Elle a commencé sa carrière de chanteuse en 1997 dans le groupe anglais Atomic Kitten avec Liz McClarnon et Kerry Katona mais quitta le groupe en 1999, la musique ne correspondant pas à ses attentes car elle préférait plus être dans un style R&B que pop.
En 2001, elle auditionne pour devenir la nouvelle Sugababes après le départ de Siobhán Donaghy. Keisha Buchanan et Mutya Buena ont été très impressionnées par sa voix envoûtante et l'engagèrent.

## Discographie
- 2002 : Angels with Dirty Faces
- 2003 : Three
- 2005 : Taller In More Ways
- 2006 : Overloaded: The Singles Collection
- 2007 : Change
- 2008 : Catfights and Spotlights
- 2010 : Sweet 7

## Prix remportés
Elle a remporté le prix de meilleure chanteuse dans un groupe lors des MTV Music Awards en 2003 mais aussi en 2005 et en 2006. 
En 2006, Heidi se trouve placée au rang 94 de la plus belle femme du monde selon le magazine FHM.

## Vie privée
Heidi a été fiancée au présentateur radio Dave Berry (xfm). Après 8 ans de vie commune et un mariage prévu pour l'hiver 2012, ils décident de se séparer d'un commun accord en octobre 2011. Heidi  a épousé son compagnon depuis deux ans, Alex Partakis, lors d'une cérémonie ultraromantique qui s'est déroulée à Florence, en Italie, dimanche 4 septembre 2016.